# Нусупбаев, Ибрагим Нусупбаевич
Ибрагим Нусупбаевич Нусупбаев (24 сентября 1922 год, пос. имени Калинина, Верненский уезд, Семиреченская область, Туркестанская АССР, РСФСР — 27 июля 1987 год) — заслуженный работник культуры, отличник народного образования, Заслуженный деятель искусств Казахской ССР, композитор, педагог, дирижёр и видный общественный деятель.

## Биография
Родился 24 сентября 1922 года в посёлке имени Калинина (ныне — Енбекшиказахский район Алматинской области Казахстана).
После окончания музыкального колледжа им. П. И. Чайковского в 1940 году стал артистом ГАТОБ им. Абая.
В годы Великой Отечественной войны вместе с выдающимися деятелями культуры участвовал в концертных бригадах, которые обслуживали раненных бойцов. Одновременно участвовал в оперных и балетных постановках театра, был партнёром Галины Улановой.
В 1951 году поступил на вокальное отделение в музыкальное училище им. П. И. Чайковского и параллельно работал солистом ГАТОБ им. Абая. Также создавал различные ансамбли, преподавал в казахских школах уроки музыки, создавал хоровые коллективы, которые в дальнейшем участвовали во всех правительственных концертах и мероприятиях.
В 1962 году со своими воспитанниками участвовал в слёте детских композиторов песенников в Всесоюзном пионерском лагере «Артек».
В 1972 году создал знаменитый детский ансамбль «Балдырган» на базе школы-интернат № 4 г. Алма-Аты, которая сегодня носит его имя.

## Сочинения
Написал свыше двухсот песен для детей и молодёжи.
Создал фонохрестоматию к программе по музыке для общеобразовательных школ с казахским и русским языками, выпущенная в 1987 году Всесоюзной фирмой грампластинок «Мелодия».
В настоящее время его песни используют в учебных программах для общеобразовательных и музыкальных школ, а также для хоровых отделений музыкальных колледжей.